# Harmanec
Harmanec (deutsch Hermanez, selten Hermanetz oder Hermannsdorf, ungarisch Hérmand – bis 1888 Hermanec) ist eine Gemeinde in der Mittelslowakei mit 827 Einwohnern (Stand 31. Dezember 2024).

## Geographie
Sie liegt im Tal des Flusses Bystrica, am Fuße der Großen Fatra und der Kremnitzer Berge, neun Kilometer von Banská Bystrica entfernt.
Nachbargemeinden sind Staré Hory im Norden, Banská Bystrica (Stadtteil Uľanka) im Osten und Südosten, Riečka im Süden, Kordíky im Südwesten und Dolný Harmanec im Westen.

## Geschichte

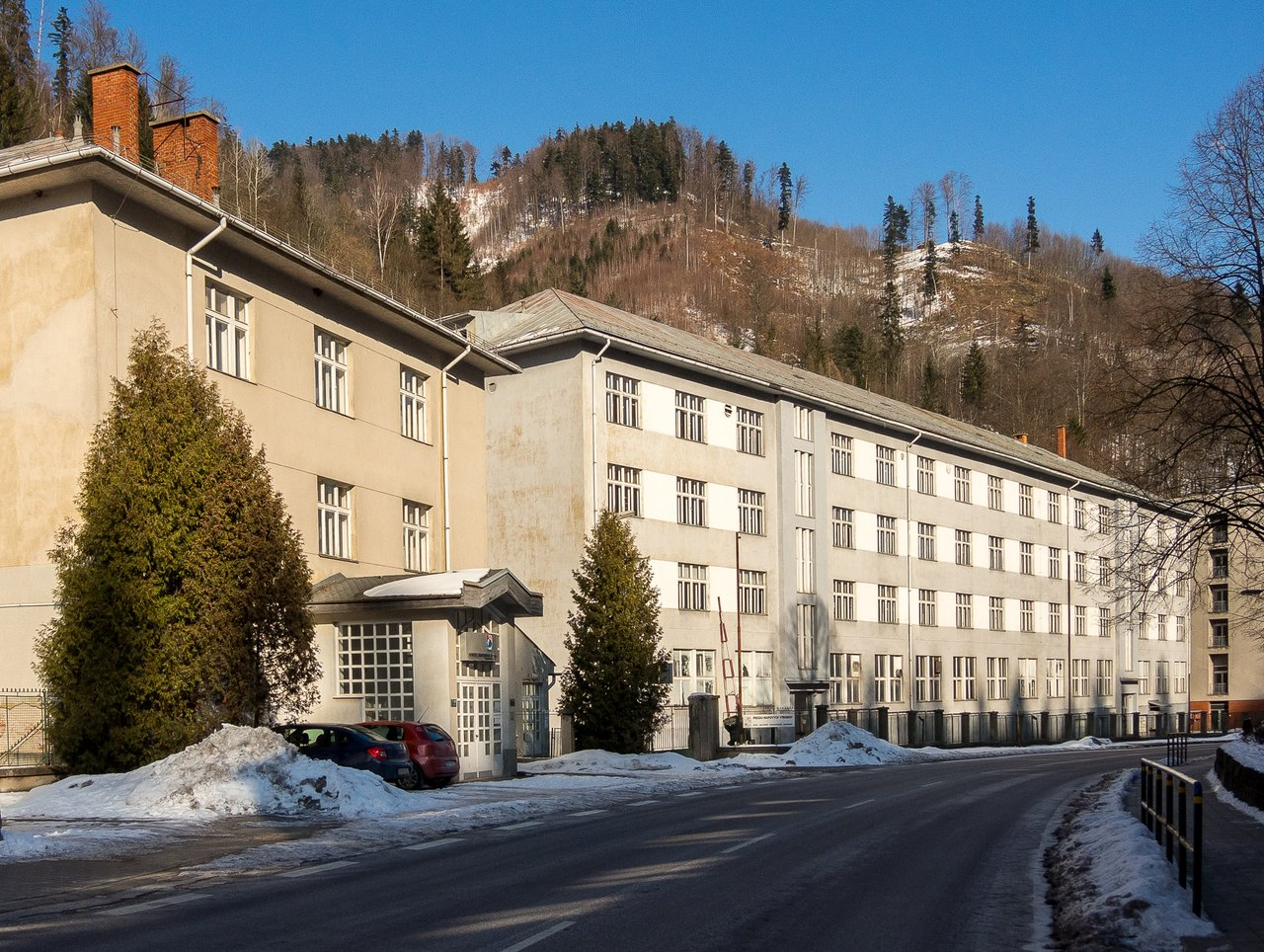
Ehemaliges Verwaltungsgebäude und Druckerei des Landkartenherstellers VKÚ

Der Ort entstand offiziell am 1. Januar 1957 durch Ausgliederung aus der Nachbargemeinde Dolný Harmanec. Die Geschichte der Ansiedlung beginnt aber schon am Anfang des 19. Jahrhunderts, als auf dem Gebiet der heutigen Gemeinde eine Papierfabrik (1829 durch F. S. Leicht begründet) entstand.
Bis 1918 gehörte der im Komitat Sohl liegende Ort zum Königreich Ungarn und kam danach zur Tschechoslowakei beziehungsweise heute Slowakei.
Heute arbeitet die Papierfabrik weiter und heißt SHP Harmanec (SHP steht für Slovak Hygienic Paper). Der Landkartenhersteller VKÚ (Vojenský kartografický ústav, deutsch Militärisches Kartographisches Institut), der seit 1948 Landkarten herstellte und 2002 privatisiert wurde, ist seit 2016 im Ort Kynceľová ansässig, trägt aber weiterhin den Firmennamen VKÚ Harmanec, s.r.o.

## Bevölkerung
| Jahr                | 1994 | 2004    | 2014    | 2024    |
| ------------------- | ---- | ------- | ------- | ------- |
| Anzahl der Personen | 944  | 918     | 869     | 827     |
| Unterschied         |      | −2,75 % | −5,33 % | −4,83 % |

| Jahr                | 2023 | 2024    |
| ------------------- | ---- | ------- |
| Anzahl der Personen | 840  | 827     |
| Unterschied         |      | −1,54 % |

Nach der Volkszählung 2011 wohnten in Harmanec 884 Einwohner, davon 771 Slowaken, zehn Roma, sieben Tschechen, vier Magyaren, zwei Russen und ein Deutscher. Ein Einwohner gab eine andere Ethnie an und 88 Einwohner machten keine Angabe zur Ethnie.
486 Einwohner bekannten sich zur römisch-katholischen Kirche, 45 Einwohner zur Evangelischen Kirche A. B., jeweils vier Einwohner zu den Zeugen Jehovas und zur orthodoxen Kirche, jeweils zwei Einwohner zur apostolischen Kirche, zur evangelisch-methodistischen Kirche und zur griechisch-katholischen Kirche und ein Einwohner zur altkatholischen Kirche; ein Einwohner bekannte sich zu einer anderen Konfession. 218 Einwohner waren konfessionslos und bei 118 Einwohnern wurde die Konfession nicht ermittelt.

## Verkehr
Der Ort besitzt eine Haltestelle an der Bahnstrecke Banská Bystrica–Dolná Štubňa und liegt an der Straße 1. Ordnung 14 zwischen Banská Bystrica und Turčianske Teplice.